# 八松乡
八松乡，是中华人民共和国甘肃省临夏回族自治州康乐县下辖的一个乡镇级行政单位。

## 行政区划
八松乡下辖以下地区：
龚家庄村、魏家寨村、岔路村、烈洼村、纳沟村、八松村、新庄村、南山村、那尼头村和塔庄村。